# Драге (Штайнбург)
Драге (нем. Drage) — община в Германии, в земле Шлезвиг-Гольштейн.
Входит в состав района Штайнбург. Подчиняется управлению Итцехё-Ланд. Население составляет 255 человек (на 31 декабря 2010 года). Занимает площадь 13,56 км².